# Danuta Skorenko
Danuta Anna Skorenko (ur. 25 grudnia 1940 w Stryju, zm. 26 września 2000 w Katowicach) – polska działaczka opozycji w okresie PRL, więzień polityczny.

## Życiorys
W 1969 uzyskała absolutorium z filozofii na Uniwersytecie Warszawskim. Do 1982 pracowała w Stowarzyszeniu „Pax”, Towarzystwie Przyjaciół Dzieci i oddziale Powszechnego Zakład Ubezpieczeń. We wrześniu 1980 wstąpiła do „Solidarności”, przewodniczyła komisji zakładowej związku w swoim miejscu pracy.
Po wprowadzeniu stanu wojennego organizowała i została faktyczną przewodniczącą podziemnej Międzyzakładowej Komisji Koordynacyjnej NSZZ „Solidarność” Regionu Śląsko-Dąbrowskiego. Zajmowała się również organizacją demonstracji, redagowaniem i dystrybucją wydawnictw podziemnych. Od sierpnia 1982 ukrywała się. W grudniu 1983 została tymczasowo aresztowana, zwolnienie uzyskała w lipcu 1984 na mocy amnestii. Do 1988 pozostawała z przyczyn politycznych bez zatrudnienia, później krótko pracowała jako praczka w państwowym domu dziecka. W 1985 uczestniczyła w rotacyjnej głodówce w jednym z krakowskich kościołów. W październiku 1985 ponownie tymczasowo aresztowana, w kwietniu 1986 skazana na karę 2 lat i 6 miesięcy pozbawienia wolności. W trakcie osadzenia podjęła głodówkę, była wówczas przymusowo dokarmiana. We wrześniu 1986 uzyskała zwolnienie w związku z ogłoszoną amnestią.
Kontynuowała działalność opozycyjną, wchodziła w skład Regionalnej Komisji Wykonawczej, uczestniczyła w akcjach protestacyjnych i strajkowych z 1988. W 1990 zrezygnowała z aktywności w NSZZ „S”. Na początku lat 90. należała do partii ROAD i następnie do Ruchu Demokratyczno-Społecznego.
W 2008 prezydent Lech Kaczyński odznaczył ją pośmiertnie Krzyżem Komandorskim z Gwiazdą Orderu Odrodzenia Polski. Została jedną z bohaterek wydanej w 2008 przez NCK rocznicowej publikacji 11 dzielnych ludzi: w 90. rocznicę odzyskania przez Polskę niepodległości.